# Erebus obscurata
Erebus obscurata là một loài bướm đêm trong họ Erebidae.